# Tryphon brevipetiolaris
Tryphon brevipetiolaris är en stekelart som beskrevs av Tohru Uchida 1955. Tryphon brevipetiolaris ingår i släktet Tryphon och familjen brokparasitsteklar. Inga underarter finns listade i Catalogue of Life.